# 格倫科鎮區 (明尼蘇達州麥克萊德縣)
格倫科鎮區（英語：Glencoe Township）是位於美國明尼蘇達州麥克萊德縣的一個行政鎮區。

## 地方資料
格倫科鎮區的面積為86.51平方千米，當中陸地面積為86.16平方千米，而水域面積為0.35平方千米。根據2020年美國人口普查的數據，當地共有人口514人，而人口密度為每平方千米5.94人。